# Хоменко, Иван Евтихиевич
Хоменко Иван Евтихиевич (29 сентября 1919, Зелёное, Екатеринославская губерния — 14 августа 1968, Киев) — советский украинский поэт. Член Союза писателей УССР (1962).

## Биография
Родился 29 сентября 1919 года в селе Зелёное (ныне в Кировоградской области) в семье крестьянина-бедняка.
Учился в средней школе в селе Зелёное. В 1938 году окончил театральную школу в Днепропетровске. Пошёл работать в Криворожский драматический театр, одновременно учился в Криворожском пединституте.
Участник Великой Отечественной войны с 1941 года, капитан-танкист. Прошёл боевой путь от Волги до Дуная. Ранен и дважды контужен.
В 1943 году начал публиковать стихи во фронтовых газетах. После окончания войны полностью посвятил себя литературной деятельности.
Жил в городах Пятихатках и Дрогобыче, работал воспитателем в детском доме в Весёлых Тернах.
В 1949 году за поэму «Богдан Хмельницкий» был приговорён к 25 годам исправительных работ. Заключение отбывал в Карагандинской области. Во время хрущёвской «оттепели» в 1956 году вернулся на Украину.
Умер 14 августа 1968 года в Киеве, похоронен на Байковом кладбище (участок № 19).

## Творческая деятельность
Творчество поэта пронизано мотивами любви к родному краю, переживаниями за его трагическое прошлое и надеждами на лучшее будущее своего народа. Из-под пера поэта выходит ряд сборников: «Дубы не клонятся», «Горицвет», «Соловьиные рассветы», «Правда не умирает» и многие другие. Написал поэму о голодоморе 1932—1933 годов «Богдан Хмельницкий» в которой описывает события тех лет на Кировоградщине.
Сборники:
- «Дубы не клонятся» (1958);
- «Лирика и поэмы» (1959);
- «Восход солнца» (1960);
- «Соловьиные рассветы» (1962);
- «Горицвет» (1963);
- «Правда не умирает» (1964);
- «Живое зерно» (1965);
- «Маруся Чурай» (драматическая поэма, 1967);
- «В пути к вершинам» (1969, посмертное избранное).

Сборники стихов для детей:
- «Яринка-сиротка» (1962);
- «Храбрый Грицик» (1963);
- «Земля Аридная» (1966);
- «Звезда счастья» (1967);
- «Сказки» (1969).

## Награды
- Орден Красной Звезды;
- Медаль «За боевые заслуги»;
- Медаль «За взятие Вены»;
- Медаль «За победу над Германией в Великой Отечественной войне 1941—1945 гг.».